# اسکات پولاک
اسکات پولاک (انگلیسی: Scott Pollock؛ زادهٔ ۱۲ مارس ۲۰۰۱) بازیکن فوتبال اهل بریتانیا است.
از باشگاه‌هایی که در آن بازی کرده‌است می‌توان به باشگاه فوتبال نورث‌همپتون تاون اشاره کرد.